# さくら美緒
さくら 美緒（さくら みお、1991年7月7日- ）は、東京都生まれの競技麻雀のプロ雀士。日本プロ麻雀連盟所属。団体内の段位は三段。入会当初は咲良美緒。

## 経歴
日本プロ麻雀連盟34期生として入会。
現在はC3リーグ、女流桜花はBリーグに配属されている。
高宮まりのYouTubeチャンネル「まりさんぽ」に出演しており、るみあきチャンネルのマネージャーとしても活動している中野妙子と共に出演している。
ラジオクロニクルから配信されている、さくら美緒のさくら日和のメインパーソナリティも務めている。
2022年5月にはアーケード版 KONAMI 麻雀格闘倶楽部EXTREMEに出演
2024年2月には「ヤングマガジン」でグラビアデビューし、高宮まり、東城りお共に掲載された。